# Provincia di Gran Chimú
La provincia di Gran Chimú è una provincia del Perù, situata nella regione di La Libertad.

## Geografia antropica

### Suddivisioni amministrative
È divisa in quattro distretti:
- Cascas
- Lucma
- Marmot
- Sayapullo